# Energía no renovable

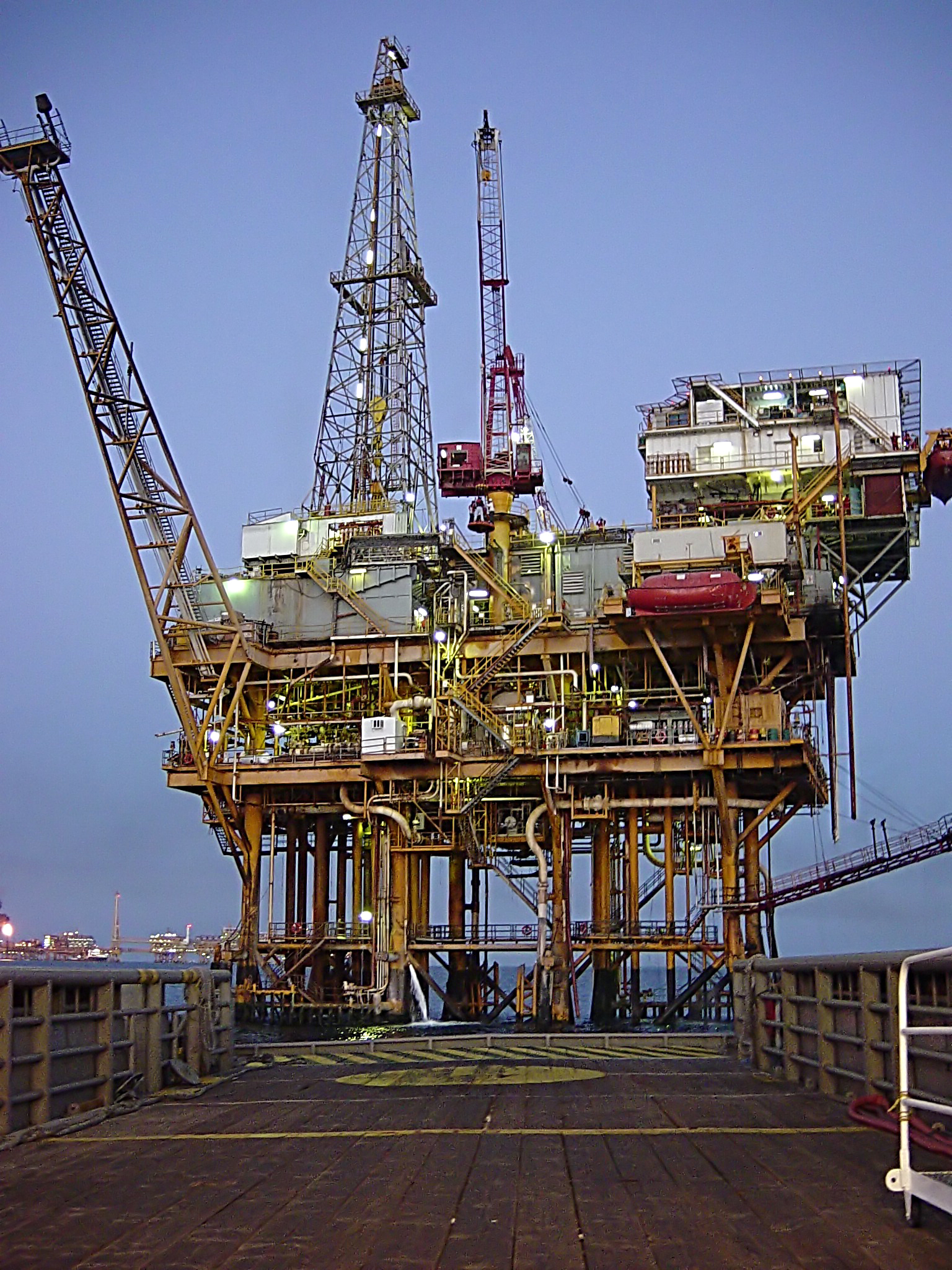
Petróleo, Una energía no renovable

Las energías no renovables o energías convencionales son aquellas fuentes de energía que  se encuentran en la naturaleza en cantidades limitadas, las cuales, una vez consumidas en su totalidad, no pueden sustituirse, ya que no existe sistema de producción o de extracción económicamente viable. De este tipo de energías existen dos clases:[cita requerida]
- Combustibles fósiles.
- Combustibles nucleares

## Combustibles fósiles
Son combustibles fósiles como el carbón, el petróleo y el gas natural. Provienen de la biomasa de hace millones de años, que bajo condiciones adecuadas de presión y temperatura se convirtieron en sustancias dotadas de propiedades energéticas.
El combustible fósil puede utilizarse directamente, quemándolo en hornos, estufas, calderas y motores, para obtener calor y movimiento. También puede usarse para producir electricidad en centrales térmicas o termoeléctricas. En ellas, mediante el calor generado al quemar estos combustibles se obtiene vapor de agua, que, conducido a presión, es capaz de poner en funcionamiento un generador eléctrico, normalmente una turbina.

### Ventajas
- Más facilidad de extracción para no acaparar el medio ambiente.
- Gran disponibilidad temporal.
- Vasta continuidad cronológica.
- Comparativamente barato

### Desventajas
- Emisión de gases contaminantes en la atmósfera que resultan tóxicos para la vida.
- Posibilidad de terminación de reservas a corto y medio plazo.
- Disminución de disponibilidad de materias primas aptas para fabricar productos, en vez de ser quemada.

## Combustibles nucleares
Los combustibles nucleares pueden ser el uranio, el plutonio y, en general, todos los elementos químicos visibles adecuados para la operación de reactores (se trata de elementos capaces de producir energía por fisión nuclear). Sirven de ejemplo los reactores de un submarino nuclear, que deben funcionar con uranio muy enriquecido, o centrales como la de Ascó y la de Vandellós, a las que les basta 4,16 % de enriquecimiento.
La energía nuclear se utiliza para generar electricidad en centrales nucleares. El procedimiento de producción es muy semejante al que se emplea en las centrales termoeléctricas. Difiere en que el calor no se genera por combustión, sino mediante fisión de materiales. En rigor, no son combustibles, sino energéticos.

### Ventajas
- Ausencia de emisiones de gases de efecto invernadero durante su funcionamiento.
- Alta densidad energética presente en el combustible nuclear

### Desventajas
- Reservas limitadas de materias primas para obtención de estos satisfactores energéticos.
- Generación de residuos radiactivos potencialmente nocivos durante miles de años.
- Catástrofes ambientales graves en caso de accidente.
- Desarrollo tecnológico no vanguardista en algunas centrales nucleares.